# Dorota Borowska
 (novembre 2018).
Si vous disposez d'ouvrages ou d'articles de référence ou si vous connaissez des sites web de qualité traitant du thème abordé ici, merci de compléter l'article en donnant les références utiles à sa vérifiabilité et en les liant à la section « Notes et références ».
Dorota Borowska, née le 22 février 1996, est une céiste polonaise pratiquant la course en ligne.

## Palmarès

### Championnats du monde
- 2021 à Copenhague (Danemark)
  -  Médaille d'argent en C-2 mixte 200 m
  -  Médaille de bronze en C-1 200 m
- 2018 à Montemor-o-Velho (Portugal)
  -  Médaille d'argent en C-2 200 m
  -  Médaille de bronze en C-1 200 m

### Championnats d'Europe
- 2021 à Poznań (Pologne)
  -  Médaille d'or en C-1 200 m
- 2018 à Belgrade (Serbie)
  -  Médaille d'argent en C-1 200 m

### Jeux européens
- Jeux européens de 2023 à Cracovie
  -  Médaille d'or en C-1 200 m